# 陈淑珍 (1921年)
陈淑珍（1919年4月12日—2000年7月28日），女，奉天（今辽宁）沈阳人，杰出的医学家，教育家和社会活动家，中国第一位外科女教授，中国医科大学外科奠基人之一，为中国胆道外科事业做出巨大贡献。曾任中国医科大学教授、博士生导师,《中国实用外科杂志》创始人之一，第一任主编，第二至第五届编委会顾问，中华医学会外科学会胆道外科学组副组长，辽宁省外科学会主任委员，东北三省普通外科写作委员会顾问，世界肝胰外科学会委员等职。中国共产党党员，民盟盟员，民盟辽宁省副主委，省政协常委，第三、五、六、七届全国人大代表。